# Джордж Ейнслі
Джордж Ейнслі (англ. George Ainsley, 15 квітня 1915, Саут-Шилдс — 1985, Лідс) — англійський футболіст, що грав на позиції нападника, зокрема за «Лідс Юнайтед». По завершенні ігрової кар'єри — тренер, відомий роботою із низкою збірних команд світового футболу.

## Ігрова кар'єра
У дорослому футболі дебютував навесни 1933 року виступами за «Сандерленд». Ще три гри провів за цю команду у сезоні 1933/34, після випав з «обійми» головної команди клубу, яка зокрема виграла чемпіонат Англії в сезоні 1935/36.
Протягом частини 1936 року захищав кольори «Болтон Вондерерз», після чого приєднався до «Лідс Юнайтед». У команді з Лідса також не став основним нападником, проте захищав її кольори до початку Другої Світової війни, відновивши виступи за «Юнайтед» і після її завершення.
Завершував ігрову кар'єру в команді «Бредфорда», за яку виступав протягом 1947—1949 років.

## Кар'єра тренера
Завершивши ігрову кар'єру, вирішив присвятити себе тренерській роботі. 1950 року тренував в Індії, після чого повернувся на батьківщину, де працював з командою Кембриджського університету.
На новий рівень вийшов у середині 1950-х, очоливши команду норвезького «Бранна».
1958 року став одним з перших головних тренерів національної збірної Гани, а наступного року обійняв аналогічну позицію у тренерському штабі збірної Пакистану.
Згодом також працював зі збірними Ізраїлю (1963–1964) та збірної Лівії (1970–1972). На клубному рівні працював на батьківщині з «Воркінгтоном» та з французьким «Дюнкерком».
Помер 1 січня 1985 року на 70-му році життя у місті Лідс.

## Титули і досягнення
- Чемпіон Англії (1):

«Сандерленд»: 1935-1936